# 西松建設
西松建設株式会社（にしまつけんせつ）は、東京都港区虎ノ門に本社がある総合建設業者（準大手ゼネコン）である。東京証券取引所プライム市場に上場している。

## 概要
創業は1874年（明治7年）。ダムやトンネルなど、大型官庁土木工事を得意とする。スーパーゼネコン5社に次ぐ準大手ゼネコンの一角として強固な財務体質を備え、同じく準大手ゼネコンで建築を主体とする戸田建設と業務提携を結んでいる。創業から大型土木工事を得意としているが、近年では超高層ビル・マンション、学校・病院建設といった建築部門、不動産開発事業にも注力している。ビル建設では住友不動産からの発注が多い。また、東南アジアを中心に海外の工事受注も増加している。配当性向7割超。
2024年から西松建設・戸田建設・奥村組の3社で土木工事におけるシステム連携・共同利用、データ連携・活用を共に行う共同研究開発に関する契約を締結し、「土木工事プラットフォーム」の構築を開始した。
また、経済産業省によって2018年度から2022年度の健康経営優良法人（ホワイト500）に認定されている。2023年度にも認定されていたが、健康経営規約に抵触する事象が発生したために認定を返納した。

## 沿革
- 1874年 - 西松桂輔が土木建築請負業を創業する。
- 1903年 - 西松桂輔、土木稼業からの引退し長男の光治郎に後進を譲る。
- 1906年 - 間組と39規定の締結。施工して得た工事利益を間組6分、西松4分の割合で分配する協力関係を密に築く。
- 1909年 - 南満州鉄道安奉線第8工区を間組と施工。安奉線は、工区延長23.4ｋｍのうち5ヶ所の橋梁と4か所の隧道から成る難工事だった。
- 1914年
  - 6月 - 西松工業所となる。
  - 九州、宮崎線第12工区新線工事を単独で受注。三菱銀行京都支店から無担保融資もあり、工事完遂。
- 1919年
  - 西松中興の工事「九州、肥薩線2、3、4、6、7、8、9、10甲、10乙、11工区」を受注。工事は1927年まで続いた。
  - 四国、松山線全線を単独請負で施工。
- 1921年 - 鉄道50周年の記念式典において、西松光治郎の鉄道事業への貢献が評価され、第1回大臣表彰を受賞。
- 1926年 - 日本窒素（朝鮮水電）赴戦江発電所水路工事（第3工区）（第4工区）。厳冬期は零下40度になる極寒の難工事は、1928年に完成。
- 1927年 - 600万坪の壮大な工場敷地に朝鮮窒素（日本窒素）興南工場を新築。朝鮮窒素の本宮工場、阿吾地灰岩工場なども施工し、工事は1945年まで続いた。
- 1929年12月 - 合資会社西松組に改組する。
- 1931年 - 京都にあった本社を丸の内八重洲ビル5階に移転。赤坂台町の東京支店を閉鎖。
- 1932年 - 南満州鉄道の指定請負人に選定されたのを機に、満州大連出張所開設を開設。1937年には奉天出張所も開設。
- 1933年 - 鴨緑江支流の長津江に堤高約50ｍのダム（葛田里堰堤）を築き導水路トンネルを建設。冬には牛馬の涎すら凍る過酷な悪条件下、厳冬期も作業が続けられた。
- 1935年 - 西松光治郎死去。林米七が2代目社長に就任。
- 1937年
  - 9月 - 新たに株式会社西松組を設立し、合資会社西松組を合併。
  - 朝鮮、鴨緑江水豊ダム着工。1943年に竣工。当時東洋一といわれたダム建設は、戦前の西松建設の代表工事。
- 1940年 - 満州西松組設立。
- 1946年 - 米軍青森県三沢基地工事受注。
- 1946年 - 日本初のロックフィルダム、岩手県石渕ダム施工。
- 1947年 - 林米七社長逝去。西松三好が3代目社長に就任。
- 1948年7月 - 商号を西松建設株式会社に変更する。
- 1952年 - 米軍8基地で航空燃料パイプライン敷設工事を施工。契約金額16億円にのぼる戦後初の高額受注案件。
- 1957年 - 愛知用水事業、牧尾ダムの施工。当時国内では2番目の規模のロックフィルダム。
- 1958年 - 日比谷地下駐車場の施工。建設業界で鋼製の切梁を初めて使用。
- 1960年
  - 大手町合同庁舎建築工事の施工。
  - 尼崎製鉄所堺製鋼所建築工事施工。1964年にBCS賞（建築業協会）を受賞。
- 1961年
  - 2月 - 松栄不動産株式会社(連結子会社)を設立。
  - 11月 - 東京証券取引所第二部に上場する。
- 1962年
  - 虎の門本社ビル完成。東証2部に上場し、株式公開。
  - 香港ロアシンマンダム工事施工。木本正次の小説「香港の水」のモデル。
- 1963年
  - 8月 - 東京証券取引所第一部に変更。
  - タイ現地法人日泰建設設立。
- 1965年
  - 蜂の巣砦、下筌ダム施工。
  - 都営地下鉄1号線金杉橋工区で凍結工法を採用。
- 1967年 - 252レーンを有する世界最大のトーヨーボウル（東洋郵船）を施工。
- 1969年 - 京葉線羽田沖トンネルで、世界初の大断面泥水シールド工法で施工。
- 1971年
  - 杉本三吾社長就任。
  - 香港コンテナーヤード工事施工。本工事で採用した横桟橋工法が、英国土木学会海外賞を受賞。
- 1972年 - 迎賓館和風別館施工。
- 1973年 - 鍋立山トンネルの施工。20年間に亘る難工事の後に1992年に貫通。
- 1974年 - 青函トンネル千軒工区施工。
- 1976年 - 香港地下鉄1期工事の施工。PIP連続柱列杭の施工により、1981年に2度目の英国土木学会賞を受賞。
- 1977年 - 橘義夫社長就任。
- 1978年 - 本州四国架橋工事に参加。
- 1979年
  - 香港電力火力発電所工事に参加。
  - 新幹線上野寛永寺トンネル施工。
  - 東京ユニオンチャーチ新築工事着工。
- 1982年 - 香港地下鉄3期工事施工。
- 1983年 - 柴田平社長就任。
- 1984年
  - シンガポール地下鉄工事を複数案件受注。
  - 群馬県沼田地区で、関越自動車道永井川橋工事に於いて、当時日本一高い高さ76ｍの橋脚を「ジンポール式ジャンプアップ工法」を採用して施工。
  - タイで超高層ビルを施工。
- 1985年 - 1983年より福島県相馬郡飯館村で工事を進めてきた、真野ダムの定礎式を挙行。
- 1986年 - 和歌山県椿山ダムで労働大臣優良賞を受賞。
- 1987年
  - 世界初の海上空港である関西新空港工事に参入。
  - 山梨県大門ダム竣工、昭和61年度土木学会技術賞を受賞。
- 1988年
  - BOTプロジェクト香港テーツケントンネル受注。
  - 日本最大級の重力式コンクリートダム、山形県月山ダム着工。
  - シンガポールで、丹下健三設計の東洋一の超高層ビル、大華銀行のUOBプラザ新築工事を施工。
  - 山梨県雁坂トンネル着工。トンネルの全長は、6,626ｍ。
- 1989年 - 草加駅東口再開発事業第２街区施設建築物新築工事着工。
- 1990年
  - アフリカジンバブエ共和国で、日本政府の無償資金援助による灌漑用の中規模ダムを4年間で6ヶ所建設。
  - 警視庁新橋庁舎改築工事着工。
- 1991年
  - 東京湾横断道路（アクアライン）工事に参加。
  - 近畿自動車道吹田インターチェンジ工事着工。本工事は1993年度土木学会関西支部技術賞を受賞。
- 1992年
  - 竹芝ふ頭再開発第3期建築工事（オフィス工区）着工。
  - 香港新空港用造成工事受注。
  - NSSニューステージ札幌新築工事着工。
- 1994年 - ギニア共和国で無償資金援助によるコナクリ市飲料水供給計画に参加。
- 1995年
  - 超電導リニア山梨実験線の高川トンネルの施工。
  - 金山良治社長就任。
- 1997年
  - タイ国バンコク地下鉄工事の施工。
  - 立花再開発の施工。
- 1998年 - 愛川衝撃振動研究所設立。
- 1999年 - 戸田建設と技術提携を締結。その後2009年10月より、技術研究開発を提携の主軸とした技術提携に変更。
- 2000年
  - 神保町ジェイシティー東京の施工。
  - シールド工事の掘削実績182ｋｍに達する。
  - MOVE HAT解体工法（昇降式養生と新しい解体方法）の開発により、安全性の確保と環境に配慮した高層ビルの解体工事を実現。同工法は、2003年に特許取得・商標登録。
  - 可児市文化センターalaの施工。当建物は、2004年のBCS賞を受賞。
- 2001年
  - マダガスカル共和国で無償資金援助による水産流通施設整備工事に参加。
  - 六本木ティーキューブの施工。
- 2003年
  - アンゴラ共和国で無償資金援助による国立病院改修、新設工事に参加。
  - 国内初のPFI事業、江坂南パーキングサービスに参加。2005年に日本PFI協会の日本PFI大賞特別賞。また、第2回日本ベストパーキング特別賞を受賞。
  - PFI事業で、文部省所管の総合地球環境学研究所施設整備事業（京都）及び九州大学研究教育棟Ⅰ施設整備事業を施工。
- 2005年
  - 鈴鹿トンネル上り線竣工。当時の国内最大月進記録885.7ｍを達成。
  - 沖縄米軍嘉手納基地家族住宅改修工事の施工。これ以降、三沢、横田、岩国の各基地で同様の工事を施工。
  - キャノン平塚新拠点計画A棟・B棟新築工事の施工。
- 2006年4月 - 執行役員制度の導入。
- 2009年 - 経営幹部が関わる外為法違反、政治資金規正法違反の不祥事が発生。経営刷新を図るため、近藤晴貞社長が就任し、新生西松の舵取りを担う。
- 2010年
  - 3月 - 西松地所株式会社(連結子会社)を設立。
  - 7月 - 支社制度に移行（関東土木支社、関東建築支社、北日本支社、西日本支社、九州支社）
  - 2000年に事業協力者として選定された武蔵小杉駅南口地区西街区第一種市街地再開発事業の特定業務代行者として、再開発ビルの施工、保留床処分等の業務を担当。
- 2012年1月 - 玉川大学との産学連携事業がスタート。産学連携によるLEDのみを主光源として野菜生産をする事業を開始し、(株)サイテックファームを設立。
- 2014年8月 - 旧本社ビル（西松ビル）を含む周辺地域の再開発に伴い、本社を虎ノ門ヒルズ森タワーへ仮移転[5]。
- 2015年
  - 4月 - 新コーポレートスローガン「未来を創る現場力」[6]を制定。
  - ラオスに日系ゼネコンで初となる合弁会社「ラオ西松建設（株）」を設立。
- 2016年
  - 3月 - 「エコ・ファースト企業」に認定される。
  - 6月 - 監査等委員会設置会社へ移行
  - 11月 - eco検定アワード2016「環境社会検定試験推進賞」を受賞。（過去3年間累計合格者数No.1）
- 2017年
  - 4月
    - 電子マニフェストの利用率実質100％を達成。(ゼネコン初)
    - 西松建設初となる商業施設開発・運営事業「ハレノテラス」開業。
- 2018年
  - 10月 -「国際サンゴ礁年2018オフィシャルサポーター」に任命される。
- 2019年
  - 2月 - 「健康経営銘柄2019[7]」(ゼネコン初)に選定される。
  - 5月 - 「2019年版日経環境経営度ランキング」でゼネコン業界1位の評価獲得。
  - 11月 - 「第54回日本産業広告賞」で第1席を受賞。
- 2020年
  - 1月
    - 「服装自由化」の取組を開始(ゼネコン初)。
    - CDP発行のCDP 気候変動 レポート 2019にてスコア「A-」として認定。

  - 3月 - 再開発の完了に伴い、本社を虎ノ門ヒルズビジネスタワーへ移転[8]。
  - 4月 - 新型コロナウイルス緊急事態宣言を受けて「工事一時中止」の方針を発表。
  - 11月- 自社保有オフィスビルNCOメトロ神谷町が「 DBJ Green Building 認証」を取得
  - 12月- ベンチャーキャピタルファンド「Future Food Fund」へ出資
- 2021年
  - 4月 - 佐賀市と共同で「廃食用油等から製造したバイオディーゼル燃料の実用化」に関する共同研究を開始
  - 9月 - 建設施工ロボット・IoT分野における技術連携に関するコンソーシアム「建設RXコンソーシアム」に参加（建設会社16社が連携）
  - 10月 - 「第48回日経産業新聞広告賞」で大賞を受賞。
  - 12月
    - 伊藤忠商事株式会社との資本業務提携契約締結
    - 本社オフィスでWELL認証最高位プラチナを取得
- 2022年
  - 3月 - 初のホテル事業参入となる「ホテルJALシティ富山」オープン
  - 4月 - 福岡県大木町と「脱炭素社会の実現に向けた包括連携協定」を締結
  - 6月
    - 温室効果ガス削減目標に対する、SBTイニシアティブより認定取得
    - 木質バイオマス発電事業に進出(バイオマス発電事業の事業化および事業運営子会社を設立)

  - 7月 - 経済産業省「DX認定事業者」認定を取得
  - 10月 - 脱炭素化支援のための官民ファンド(脱炭素化支援機構)に出資
- 2023年
  - 1月 - 地熱発電事業に参入
  - 2月 - 食品廃棄物の再資源化にむけて株式会社ミライエへ出資
  - 4月
    - 創業150周年を機に、新たにタグラインとロゴマークを策定
    - 35年ぶりの企業CM放映開始

  - 5月 - 西松建設DXビジョン2.0策定
  - 7月 - サステナビリティ・リンク・ボンド社債発行
  - 9月 - 西松プライベートリート投資法人の運用開始
  - 11月 - 山岳トンネルの研究開発拠点「N-フィールド」運用開始
  - 12月 - バイオガス発電事業に参入
- 2024年
  - 2月 - CDP発行のCDP 気候変動 レポート 2023にてスコア「A-」として認定
  - 3月 
    - - アサヒ飲料と協業しカーボンネガティブコンクリートを開発着手
    - - 新ロゴマーク制定

  - 4月 - 火山ガラス微粉末を用いた環境配慮型コンクリートの共同研究の着手

## 歴代社長
西松組社長
- 西松光治郎：1929年 - 1935年
- 林米七：1935年 - 1947年
- 西松三好：1947年 - 1948年

西松建設社長
- 西松三好：1948年 - 1971年
- 杉本三吾：1971年 - 1977年
- 橘義夫：1977年 - 1983年
- 柴田平：1983年 - 1995年
- 金山良治：1995年 - 2003年
- 國澤幹雄：2003年 - 2009年
- 石橋直：2009年 - 2009年
- 近藤晴貞：2009年 - 2018年
- 髙瀨伸利：2018年 - 2024年
- 細川雅一：2024年 -

## 本社・支社
- 本社：東京都港区虎ノ門1-17-1　虎ノ門ヒルズビジネスタワー6・7F
- 技術研究所：東京都港区虎ノ門2-2-1
- 関東土木支社：東京都港区虎ノ門1-1-18
- 関東建築支社：東京都港区虎ノ門2-2-1
- 北日本支社：仙台市青葉区中央4-6-1 SS30ホテル棟 B1F
- 西日本支社：大阪市中央区釣鐘町2-4-7
- 九州支社：福岡市中央区薬院1-14-5

## 施工実績

### 建築工事
| イオンモール札幌発寒                           | イオンモール高松                        |
| イオンモール直方                               | イオンモール鹿児島                      |
| イオンモール徳島                               | イオンモール綾川                        |
| トツカーナ                                     | くるる                                  |
| 木の葉モール橋本                               | ココリ                                  |
| 大野城サティ                                   | 福島サティ                              |
| JR九州筑紫口ビル                               | 六本木ティーキューブ                    |
| 住友不動産渋谷ガーデンタワー                   | 恵比寿ファーストスクエア                |
| IKEA福岡新宮                                   | ナショナルトレーニングセンター          |
| 福岡県西警察署                                 | 千葉県消防学校・防災研修センター        |
| 日本大学文理学部新本館                         | 学校法人常翔学園 梅田キャンパス         |
| 慶應義塾大学日吉学生寮(JHEP認証を受けている。) | 慶應義塾三田インフォメーションプラザ    |
| 徳島文理大学2号館                              | 沖縄科学技術大学院大学宿舎              |
| 日本大学習志野高等学校                         | 徳島県立海部病院                        |
| 高松市立みんなの病院                           | 東京警察病院                            |
| 浜の町病院                                     | KKRホテル博多                           |
| グランドエクシブ那須白河                       | ホテル金沢                              |
| 住友不動産渋谷タワー                           | ブランズ横浜                            |
| ザ・パークハウス中野タワー                     | 可児市文化創造センター                  |
| アトラスタワー本郷駅前                         | パークタワーあべのグランエア            |
| ラ・トゥール代官山                             | パークスクエア相模大野タワー&レジデンス |
| ココロット鶴ヶ峰                               | ベルヒル北野田                          |
| 秋田県立武道館                                 | 埼玉県立武道館                          |
| キヤノン平塚第二事業所                         | プロロジスパーク千葉ニュータウン        |
| プロロジスパーク杉戸1                          | GLP鳴尾浜                               |
| グッドマン堺                                   | 日本科学未来館                          |
| シティタワー大井町                             | 高田松原国営追悼・祈念施設              |
| 羽田エアポートガーデン                         | 住友不動産麹町ガーデンタワー            |
| DPL流山IV                                      | プロロジスパーク猪名川2                 |
| 柳川市民文化会館                               | 宿毛市役所                              |
| プレミストタワー白金高輪                       | シティータワー天王寺                    |

### 土木工事
| 横瀬川ダム             | 平取ダム                 | 阿蘇立野ダム                 |                              |
| 河内川ダム             | 胆沢ダム                 | 益田川ダム                   | 庶路ダム                     |
| 深城ダム               | 柿崎川ダム               | 月山ダム                     | 牧尾ダム                     |
| 徳富ダム               | みやこトンネル           | 福大トンネル                 | 雁坂トンネル                 |
| 来島海峡大橋           | 東京湾アクアライン       | 新名神高速みえ川越インター   | 稲荷山トンネル               |
| 青函トンネル           | 近畿自動車道吹田インター | 新名神高速鈴鹿トンネル       | 新名神高速猪名川東・中工事   |
| 新鳥栖駅(九州新幹線)   | 首都高速中央環状新宿線   | 新東名高速東海ジャンクション | 東北新幹線上野寛永寺トンネル |
| 大鳴門橋               | 明石海峡大橋             | 新東名高速島田第一トンネル   | リニア山梨実験線高川トンネル |
| 北陸新幹線南福井高架橋 | 中央新幹線梶ヶ谷非常口   | 新東名高速湯船原トンネル     | 東海環状岐阜山県第一トンネル |
| 新横浜駅(東海道新幹線) | 北海道新幹線桜岱高架橋   | 京葉線 羽田沖トンネル        | 北海道新幹線館沢トンネル     |
| 神戸空港               | 関西空港2期空港島埋立    | 北陸新幹線飯山トンネル       | 東京メトロ副都心線・戸山工区 |
| 中部国際空港           | 能登空港                 | 三沢基地                     | 大仏山メガソーラー発電所     |
| 鍋立山トンネル         | 仙台東共同溝             | 橘湾火力発電所               | 碧南火力発電所               |
| 能代火力発電所         | 平野川調節池             | 首都圏外郭放水路第3立坑      | 東京都水道局江北給水所       |
| 佐賀市清掃工場         | 高槻水みらいセンター     | 横浜市南部水再生センター     | 高槻市ごみ処理施設           |
| 葛飾清掃工場           | くりーんプラザ・竜       | 香川県 直島環境センター      | 日比谷公園地下駐車場         |

### 海外工事
| バンコク地下鉄(タイ)                  | バンパコン川防潮水門(タイ)           | UOBプラザビル(シンガポール)                   |
| シンガポール国立図書館                | シンガポール地下鉄ダウンタウンライン | シンガポール地下鉄サークルライン              |
| 高雄地下鉄(台湾)                      | ロアシンマンダム(香港)               | 香港地下鉄観塘延伸線                          |
| 香港地下鉄南港線                      | アルドリッチベイ第4期共同住宅(香港)  | ラマ島発電所(香港)                            |
| タイラムトンネル(香港)                | 香港第三海底トンネル                 | 香港新空港                                    |
| 英仏海峡トンネル(イギリス)            | ルーシャムトンネル(イギリス)         | パハン~セランゴール導水路トンネル(マレーシア) |
| クチン市下水(マレーシア)              | ナムトゥンダム(ラオス)               | ニャコンバ地方灌漑(ジンバブエ)                |
| ダブリンポートトンネル (アイルランド) | シンガポール地下鉄トムソンライン     |                                               |

## 主な再開発事業
- 中野二丁目地区第一種市街地再開発事業(東京都中野区)
- 酒田駅前地区第一種市街地再開発事業(山形県酒田市)
- 虎ノ門一丁目地区第一種市街地再開発事業(東京都港区)
- 黄金町地区第一種市街地再開発事業（山口県山口市）
- 北中西・栄町地区第一種市街地再開発事業（滋賀県草津市）
- 旭・板屋A-2地区第一種市街地再開発事業（静岡県浜松市）
- 北品川五丁目第1地区（東京都品川区）「パークシティ大崎 ザ タワー」施工
- 京橋町地区（広島県広島市）
- 武蔵小杉駅南口地区（神奈川県川崎市）「エクラスタワー武蔵小杉」施工
- 環状第二号線新橋・虎ノ門地区（新橋街区）（東京都港区）
- 東岸和田駅東地区（防災街区）（大阪府岸和田市）
- 和泉府中駅東第一地区（大阪府和泉市）
- 鶴ケ峰駅南口地区第一種市街地再開発事業（神奈川県横浜市旭区）「ココロット鶴ヶ峰」施工
- 府中駅南口市街地再開発事業（東京都府中市）「くるる」施工
- いわき駅前地区（福島県いわき市）
- ひぐらしの里西・中央地区（東京都荒川区）「ステーションガーデンタワー」施工
- 高松丸亀町商店街Ａ地区（香川県高松市）「高松丸亀町壱番街」施工
- 神田神保町一丁目南部地区（東京都千代田区）「神保町三井ビルディング」施工
- 酒田駅前地区（山形県酒田市）
- 草加駅東口再開発事業第２街区(埼玉県草加市)
- 立花南第二地区第一種市街地再開発事業(兵庫県尼崎市)

## 主なPPP/PFI事業
- 沖縄科学技術大学院大学宿舎整備事業
- 徳島県立農林水産総合技術支援センター整備運営事業
- 九州大学（元岡）生活支援施設ウエストII、学生寄宿舎Ⅰ施設整備事業
- 新浦安駅前複合施設整備運営事業
- 九州大学（元岡）研究教育棟I施設整備事業
- 総合地球環境学研究所施設整備事業

## 主な宅地開発
- 利府町新中道土地区画整理事業（宮城県宮城郡利府町）
- 仙台市荒井西土地区画整理事業（宮城県仙台市）
- ホームタウン手稲西「明日風のまち」（北海道札幌市、札幌市曙西土地区画整理事業施行区域内、北海道ジェイ・アール都市開発と）
- ガーデンシティ美咲野（熊本県菊池郡大津町、九州旅客鉄道、清水建設と）
- びゅうヴェルジェ安中榛名（群馬県安中市、東日本旅客鉄道とジェイアール東日本都市開発、鉄建建設らと）
- 感田東土地区画整理事業（福岡県直方市、代行）
- なとり りんくうタウン 杜せきのした（広域都市計画事業 名取市関下土地区画整理事業／名取市増田字柳田他の一部、名取市下増田字日影前他の一部）

## マスコットキャラクター
西松ビーバー
1981年使用開始。
- 通称：ビーバーくん
- 誕生日：6月1日
- 特技：ダムづくり
- 性格：みんなに愛される働き者、温和で堅実

## 不祥事
裏金事件
2008年に外国からの裏金持込が発覚し、2009年に政界に波及した（西松建設事件）。  2007年から2008年にかけ、青森県むつ市内に建設中の使用済核燃料中間施設を巡り、用地買収交渉の費用が、同社から東京電力の当時の清水正孝・皷紀男両元副社長（清水はその後社長となる）に対し送られた裏金約2億円によって捻出されていたことが判明した。茂木敏充経済産業大臣は、東電に対し調査を命じるとしているが、菅義偉官房長官は「私的な契約にはコメントできない」としている。  福島県楢葉町の草野孝前町長の親族企業である「草野建設」に対し、同社が2003年から2004年にかけ、計2億3,000万円を無担保融資していたことが明らかになっている。東京電力側が働き掛けていた疑いがある。  警視庁の外郭団体である自警会が、2005年に東京警察病院の建設工事の入札を実施した際、当時の警察庁長官と国家公安委員長の各秘書が、同社から多額の裏金を受け取っていた疑いが、2014年になって判明している。
シンガポール地下鉄工事
シンガポール交通局から受注した地下鉄工事において、2004年4月にトンネル開削部が崩壊、さらに付随して発生した火災等により作業員4人が死亡する事故が発生した。シンガポール政府による事故調査委員会は2005年5月に、設計と事故区画の施工を担当した西松建設が犯したミスが原因であると断定した。この事故などが元となり、2006年3月決算において約235億円の損失計上がされることになった。

華人労務者
2009年10月23日、太平洋戦争中に強制連行され過酷な労働を強いられたとして、中国人元労働者らが損害賠償を求めてきたことに対して、西松建設は歴史的責任を認め謝罪し、被害救済を目的とした基金を設立することで元労働者側と合意、東京簡裁で和解が成立した。(詳しい経緯は、華人労務者の損害賠償請求裁判を参照。)

## CM出演者
- 細田佳央太（2023年4月 - ）
- 飯尾和樹（ずん）（2024年4月 - ） - 細田と共演[16]

## 提供番組
現在
- サタデープラス（毎日放送制作・TBS系列、2023年10月 - ）

過去
- 土曜プレミアム（フジテレビ系列、2023年4月 - 9月）